# BoxBoxBoy!
BoxBoxBoy! (ハコボーイ! もうひとハコ, HakoBōi! Mō Hito Hako) est un jeu vidéo de plates-formes et de réflexion développé par HAL Laboratory et édité par Nintendo, sorti en 2016 sur Nintendo 3DS.

## Système de jeu
Tout comme le jeu précédent, BoxBoxBoy ! les joueurs contrôlent à nouveau Qbby, un personnage en forme de boîte qui peut créer des boîtes à partir de son corps. Comme auparavant, les joueurs utilisent des boîtes pour résoudre diverses énigmes, comme grimper sur des rebords, appuyer sur des interrupteurs et éviter des obstacles, afin d'atteindre la fin de chaque niveau. Cette fois-ci, Qbby est capable de créer deux ensembles de boîtes à la fois, permettant ainsi de résoudre des énigmes plus complexes. Les joueurs peuvent utiliser les médailles gagnées en terminant les niveaux pour débloquer des costumes, des morceaux de musique et des bandes dessinées à 4 panneaux, et débloquer des niveaux supplémentaires en collectant des couronnes.